# Comuna Bohdanî, Varva
Bohdanî (în ucraineană Богдани) este o comună în raionul Varva, regiunea Cernihiv, Ucraina, formată din satele Bohdanî (reședința) și Sirîkiv.

## Demografie
Componența lingvistică a comunei Bohdanî
     Ucraineană (99,13%)
     Alte limbi (0,87%)
Conform recensământului din 2001, majoritatea populației comunei Bohdanî era vorbitoare de ucraineană (99,13%), existând în minoritate și vorbitori de alte limbi.